# رال راسيك
رال راسيك (بالإنجليزية: Rale Rasic)‏ مواليد 26 ديسمبر 1935 في مملكة يوغوسلافيا، هو مدرب ولاعب كرة قدم أسترالي سابق، كان يلعب في مركز الدفاع.

## روابط خارجية
- رال راسيك على موقع قاعدة بيانات كرة القدم.إي يو (الإنجليزية)
- رال راسيك على موقع عالم كرة القدم.نت (الإنجليزية)
- رال راسيك على موقع قاعة أستراليا للمشاهير الرياضية (الإنجليزية)